# 심대승
심대승(沈大承, 1556년 ~ 1606년)은 조선 중기의 무신이자 의병장이다. 본관은 청송(靑松), 호는 이안, 자는 덕보(德甫)이고, 선조 때 훈련원판관(訓鍊院判官) · 군자감정(軍資監正)을 지내고 좌승지(左承旨)에 증직되었다.
1592년 임진왜란 때 곽재우와 의병을 일으켜 선봉장으로 일본군을 격퇴하고, 제1차 진주성 전투시에 구원군의 선봉장으로 참가하였다. 경남 의령 출신이다.

## 가계
- 8대조 : 심원부(沈元符) - 고려 전리판서, 고려 5은(高麗五隱), 두문동 72현, 고려 충신
  - 7대조 : 심천주(沈天柱) - 심원부의 차남, 고려조 현령
    - 6대조 : 심세필(沈世弼) - 통덕랑
      - 5대조 : 심시권(沈時權) - 안렴사
        - 고조부 : 심치(沈致)
          - 증조부 : 심종원(沈宗元) - 곤양군수
            - 조부 : 심안린(沈安麟) - 통훈대부
            - 조모 : 성산 이씨
              - 숙부 : 심혼(沈渾) - 단성현감
              - 숙모 : 김해 김씨
              - 아버지 : 심잠(沈潛) - 통정대부
              - 어머니 : 영산 신씨
                - 동생 : 심대징(沈大澄) - 군자감 직장
                - 제수 : 청주 한씨
                - 동생 : 심대생(沈大生) - 무과 급제 · 훈련원 주부 · 증 장악원정
                - 제수 : 파평 윤씨
                - 본인 : 심대승(沈大承) - 훈련원 판관 · 군자감정 · 임진왜란 의병장 · 증 좌승지
                - 부인 : 김해 김씨
                  - 장남 : 심연해(沈連海)
                  - 며느리 : 안악 이씨
                  - 차남 : 심달해(沈達海)
                  - 며느리 : 경주 김씨

## 생애
조선 중기의 무신이다. 훈련원판관(訓鍊院判官) ‧ 군자감정(軍資監正) 등을 지냈다. 1592년(선조 25) 임진왜란 때 곽재우(郭再祐)와 박필(朴弼) 등 의령(宜寧) 고을의 장사들과 친족, 하인 등을 모아 의병의 깃발을 치켜들었다. 진주 싸움 때도 구원군의 선봉장으로 참가하였다. 좌승지(左承旨)의 증직을 받았다.— 한국역대인물종합시스템 - 심대승(沈大承)

## 배향
- 충익사(忠翼祠) - 홍의장군 망우당 곽재우 의병대장과 17의병장의 위패를 모시고 기리는 경남 의령군 소재의 사당이다. 17의병장 중에 심대승의 위패가 있다.

## 같이 보기
- 임진왜란
- 의병장
- 곽재우
- 제1차 진주성 전투
- 충익사
- 심원부
- 심성지
- 심남일

## 참조
- 《선묘중흥지(宣廟中興誌)》
- 《징비록(懲毖錄)》
- 《한국역대인물종합시스템》

1. ↑  선조실록 33권, 선조 25년 12월 5일 신묘 4번째기사
2. ↑  일요서울 - 의병박물관, 3.1운동 100주년 기획전